# Achagua (bướm đêm)
Achagua là một chi bướm đêm trong họ Geometridae.

## Các loài
- Achagua aculeata
- Achagua crebra
- Achagua fessa